# Pike County, Georgia
Pike County är ett administrativt område i delstaten Georgia, USA, med 17 869 invånare. Den administrativa huvudorten (county seat) är Zebulon. 

## Geografi
Enligt United States Census Bureau så har countyt en total area på 568 km². 565 km² av den arean är land och 3 km² är vatten.

### Angränsande countyn
- Spalding County - nord
- Lamar County - öst
- Upson County - syd
- Meriwether County - väst